# كميل فان دي كاستيل
كميل فان دي كاستيل (بالفرنسية: Camille Van De Casteele)‏ ولد بتاريخ 27 يونيو 1902 في بلجيكا، وتوفي في 12 فبراير 1961 في بروج، كان دراج بلجيكي في صنف سباق الدراجات على الطريق.

## سجل النتائج

### سباقات أو مراحل فاز بها
- طواف فرنسا

## وصلات خارجية
- الموقع الرسمي

## روابط خارجية
- كميل فان دي كاستيل على موقع أرشيف الدراجات (الإنجليزية)
- كميل فان دي كاستيل على موقع إحصائيات الدراجات الإحترافية (الإنجليزية)
- كميل فان دي كاستيل على موقع CycleBase (الإنجليزية)